# Formophora kanoniella
Formophora kanoniella är en insektsart som först beskrevs av Matsumura 1940.  Formophora kanoniella ingår i släktet Formophora och familjen spottstritar. Inga underarter finns listade i Catalogue of Life.